# Honey Bitter
Honey Bitter (ハニービター?, Hanī Bitā) è un manga shōjo creato da Miho Obana e pubblicato in Giappone dalla Shūeisha sulla rivista Cookie dal febbraio 2004. Al momento la serie consta di dieci volumi tankōbon, i primi quattro dei quali sono stati pubblicati anche in Italia grazie alla Dynit nel corso del 2007.
Nel 2009 la Obana ha pubblicato un manga, Deep Clear, frutto di un crossover tra Honey Bitter e Il giocattolo dei bambini.

## Trama
Shuri Otokawa, una ragazza in grado di leggere i pensieri della gente, cerca di nascondere questo segreto da 18 anni. Per cominciare una nuova vita, si unisce all'agenzia di investigazioni privata di sua zia, con l'obiettivo di utilizzare i poteri che possiede per scopi benefici. Il suo ex ragazzo Riki Nijihara, causa dell'odio di Shuri nei confronti del genere maschile, viene ingaggiato nello stesso periodo nell'agenzia, nonostante i vari tentativi della ragazza per farlo licenziare. Assieme ad un altro collega di nome Yota Kubo, il quale si fidanzerà con Shuri.

## Volumi
| Nº | Titolo italiano Giapponese 「Kanji」 - Rōmaji        | Data di prima pubblicazione             | Data di prima pubblicazione       |
| Nº | Titolo italiano Giapponese 「Kanji」 - Rōmaji        | Giapponese                              | Italiano                          |
| 1  | Honey Bitter 1 「ミハニービター 1」 - Hanī Bitā 1    | 15 giugno 2004 ISBN 4-08-856548-7       | 11 aprile 2007                    |
| 2  | Honey Bitter 2 「ミハニービター 2」 - Hanī Bitā 2    | 15 febbraio 2005 ISBN 4-08-856592-4     | 6 giugno 2007                     |
| 3  | Honey Bitter 3 「ミハニービター 3」 - Hanī Bitā 3    | 14 ottobre 2005 ISBN 4-08-856646-7      | 8 agosto 2007                     |
| 4  | Honey Bitter 4 「ミハニービター 4」 - Hanī Bitā 4    | 15 giugno 2007 ISBN 978-4-08-856753-2   | 14 novembre 2007                  |
| 5  | Honey Bitter 5 「ミハニービター 5」 - Hanī Bitā 5    | 13 febbraio 2009 ISBN 978-4-08-856872-0 | 25 gennaio 2019                   |
| 6  | Honey Bitter 6 「ミハニービター 6」 - Hanī Bitā 6    | 15 aprile 2010 ISBN 978-4-08-867052-2   | 5 aprile 2019                     |
| 7  | Honey Bitter 7 「ミハニービター 7」 - Hanī Bitā 7    | 15 novembre 2011 ISBN 978-4-08-867159-8 | 21 giugno 2019                    |
| 8  | Honey Bitter 8 「ミハニービター 8」 - Hanī Bitā 8    | 15 aprile 2013 ISBN 978-4-08-867266-3   | 10 ottobre 2019                   |
| 9  | Honey Bitter 9 「ミハニービター 9」 - Hanī Bitā 9    | 13 dicembre 2013 ISBN 978-4-08-867302-8 | 12 dicembre 2019                  |
| 10 | Honey Bitter 10 「ミハニービター 10」 - Hanī Bitā 10 | 12 agosto 2014 ISBN 978-4-08-867335-6   | 1 gennaio 2020 ISBN 8833551172    |
| 11 | Honey Bitter 11 「ミハニービター 11」 - Hanī Bitā 11 | 24 aprile 2015 ISBN 978-4-08-867369-1   | 24 settembre 2020 ISBN 8833551261 |